# یلیزاوتا دمنتیوا
یلیزاوتا دمنتیوا (انگلیسی: Yelizaveta Dementyeva؛ زادهٔ ۱۵ نوامبر ۱۹۲۸) قایقران کانو اهل اتحاد جماهیر شوروی سوسیالیستی است.